# Jacques Sevin

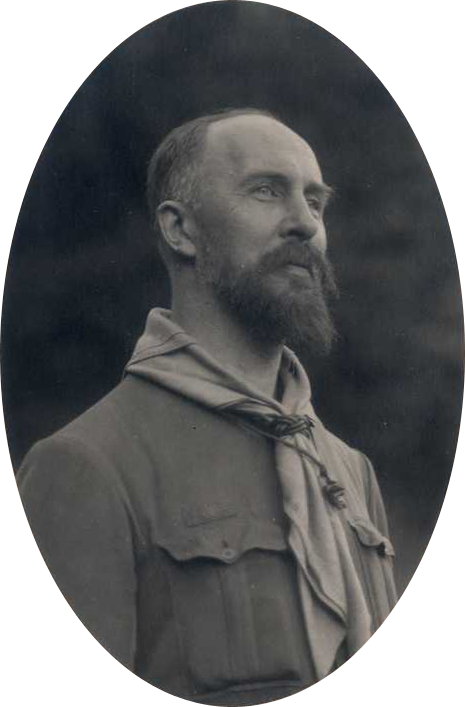
Jacques Sevin in 1929

Jacques Sevin (Rijsel, 7 december 1882 - Boran-sur-Oise, 19 juli 1951) was een Frans jezuïet die scouting in Frankrijk introduceerde en de idealen en methoden van scoutingoprichter Lord Baden-Powell van een katholiek fundament voorzag. Pater Sevin startte in 1918 zijn eerste scoutinggroep, in het Belgische stadje Moeskroen. 
In 1921 schreef hij het Beloftelied.
Voor de jezuïet loopt sinds 1989 een zaligverklaringsproces. Hij werd in 2012 eerbiedwaardig verklaard.
- Biblioteca Nacional de España: XX1120241
- Bibliothèque nationale de France: cb12703053z (data)
- Catàleg d'autoritats de noms i títols de Catalunya: 981058613236606706
- Gemeinsame Normdatei: 126824207
- International Standard Name Identifier: 0000 0000 5511 118X
- Library of Congress Control Number: no00018919
- MusicBrainz: 993b42f1-5cf3-4ae1-bb81-c0042f851ede
- Nederlandse Thesaurus van Auteursnamen: 069201056
- Réseau des bibliothèques de Suisse occidentale: 02-A003824159
- Système universitaire de documentation: 028632028
- Virtual International Authority File: 2595738
- WorldCat: E39PBJtRDRtfjytWgBXtpKR9Xd